# Cosmarium caelatum
Cosmarium caelatum  là một loài Song tinh tảo trong họ Desmidiaceae, thuộc chi Cosmarium.